# 930
| Calendário gregoriano                                                        | 930 CMXXX                                             |
| Ab urbe condita                                                              | 1683                                                  |
| Calendário arménio                                                           | 379 – 380                                             |
| Calendário bahá'í                                                            | -914 – -913                                           |
| Calendário budista                                                           | 1474                                                  |
| Calendário chinês                                                            | 3626 – 3627 Início a 2 de fevereiro (aproximadamente) |
| Calendário copta                                                             | 646 – 647                                             |
| Calendário etíope                                                            | 922 – 923                                             |
| Calendários hindus - Vikram Samvat - Calendário nacional indiano - Cáli Iuga | 985 – 986 851 – 852 4030 – 4031                       |
| Calendário Holoceno                                                          | 10930                                                 |
| Calendário islâmico                                                          | 318 – 319                                             |
| Calendário judaico                                                           | 4690 – 4691                                           |
| Calendário persa                                                             | 308 – 309                                             |
| Calendário rúnico                                                            | 1180                                                  |
| Calendário solar tailandês                                                   | 1473                                                  |

930 (CMXXX na numeração romana) foi um ano comum do século X do Calendário Juliano, da Era de Cristo, teve início a uma sexta-feira e terminou também a uma sexta-feira, e a sua letra dominical foi C (52 semanas).
No território que viria a ser o reino de Portugal estava em vigor a Era de César que já contava 968 anos.
| Ano completo                       |
| ---------------------------------- |
| Ano comum com início à sexta-feira |

## Eventos
- Término da residência em Viseu do futuro Ramiro II de Leão.
- Fundação do parlamento da Islândia, o primeiro da história.
- Haroldo I da Noruega abdica o trono da Noruega a favor do seu filho Érico I da Noruega.
- O Imperador Suzaku sobe ao trono do crisântemo.
- Os Qarmatas roubam a Pedra Negra do santuário da Caaba em Meca.

## Nascimentos
- Almuiz Aldim Alá - califa fatímida (m. 975).
- Munio Forjaz - nobre medieval dos territórios do Condado Portucalense.
- Nicon de Creta - monge e santo bizantino, pregador itinerante (n. 998).
- Teresa, infanta de Leão.
- Urraca Fernandez de Castela - 1ª mulher de Ordonho III de Leão (m. 1007).

## Mortes
- 20 de Junho - Hucbaldo, foi teórico musical, compositor, monge beneditino e hagiógrafo francês (n. c845).
- Daigo, 60º imperador do Japão.